# Sing Au Yuet
Sing Au Yuet es un deportista hongkonés que compitió en taekwondo. Ganó una medalla de plata en el Campeonato Asiático de Taekwondo de 1974, en la categoría de –53 kg.

## Palmarés internacional
| Campeonato Asiático | Campeonato Asiático  | Campeonato Asiático | Campeonato Asiático |
| Año                 | Lugar                | Medalla             | Categoría           |
| ------------------- | -------------------- | ------------------- | ------------------- |
| 1974                | Seúl (Corea del Sur) | Medalla de plata    | –53 kg              |